# Erna Lang
Erna Louise Margaretha Lang, geb. Demuth (* 30. Juni 1892 in Hamburg; † 18. Mai 1983 in Frankfurt am Main) war eine deutsche KPD-Funktionärin und Teilnehmerin an der Novemberrevolution.

## Leben
Erna Demuth war eine Tochter des Kürschners, Gewerkschafters und SPD-Mitglieds Ernst Demuth. Sie machte im Hamburger Fröbelhaus eine Ausbildung zur Kindergärtnerin und war ab 1910 in der SPD politisch aktiv. 1914 wandte sie sich gegen die Burgfriedenspolitik und wurde 1916 aus der Partei ausgeschlossen. 1918 wurde sie wegen Landesverrats zu zweieinhalb Jahren Zuchthaus verurteilt. Sie heiratete den Gewerkschaftsfunktionär Max Halbe, der nach einer Kriegsverletzung 1918 starb. 
Während der Novemberrevolution 1918 gehörte Erna Halbe zu den führenden Mitgliedern des Hamburger Arbeiter- und Soldatenrats. 1919 wurde sie Mitbegründerin der KPD in Hamburg, 1920 deren Frauensekretärin des Bezirks Wasserkante, 1922 Politische Leiterin des Bezirks Magdeburg, 1924 bis 1927 Leiterin der Frauenabteilung in der Zentrale. Lang, die zeitweise dem linken Parteiflügel angehört hatte, schloss sich Ende der 1920er Jahre der rechten Opposition in der KPD an. Anfang 1929 wurde sie deswegen aus der KPD ausgeschlossen. Sie verlor ihre Arbeit und verdiente sich von 1930 bis 1932 ihren Lebensunterhalt als Staubsaugervertreterin.
Sie ging zuerst in die KPO, 1932 dann in die SAPD. 
1934 emigrierte sie in die Tschechoslowakei, 1937 nach Frankreich, 1940 weiter in die USA. 1941 heiratete sie Josef Lang. 1950 kehrte sie nach Deutschland zurück. Erna Lang wurde in Frankfurt am Main wieder SPD-Mitglied und Leiterin der Ortsgruppe Sachsenhausen-West. Von 1951 bis 1954 war sie Angestellte beim International Rescue and Relief Committee in Frankfurt.